# Vilankulo
Vilankulo (o Vilanculos) è un centro abitato del Mozambico, situato nella Provincia di Inhambane.

## Galleria d'immagini

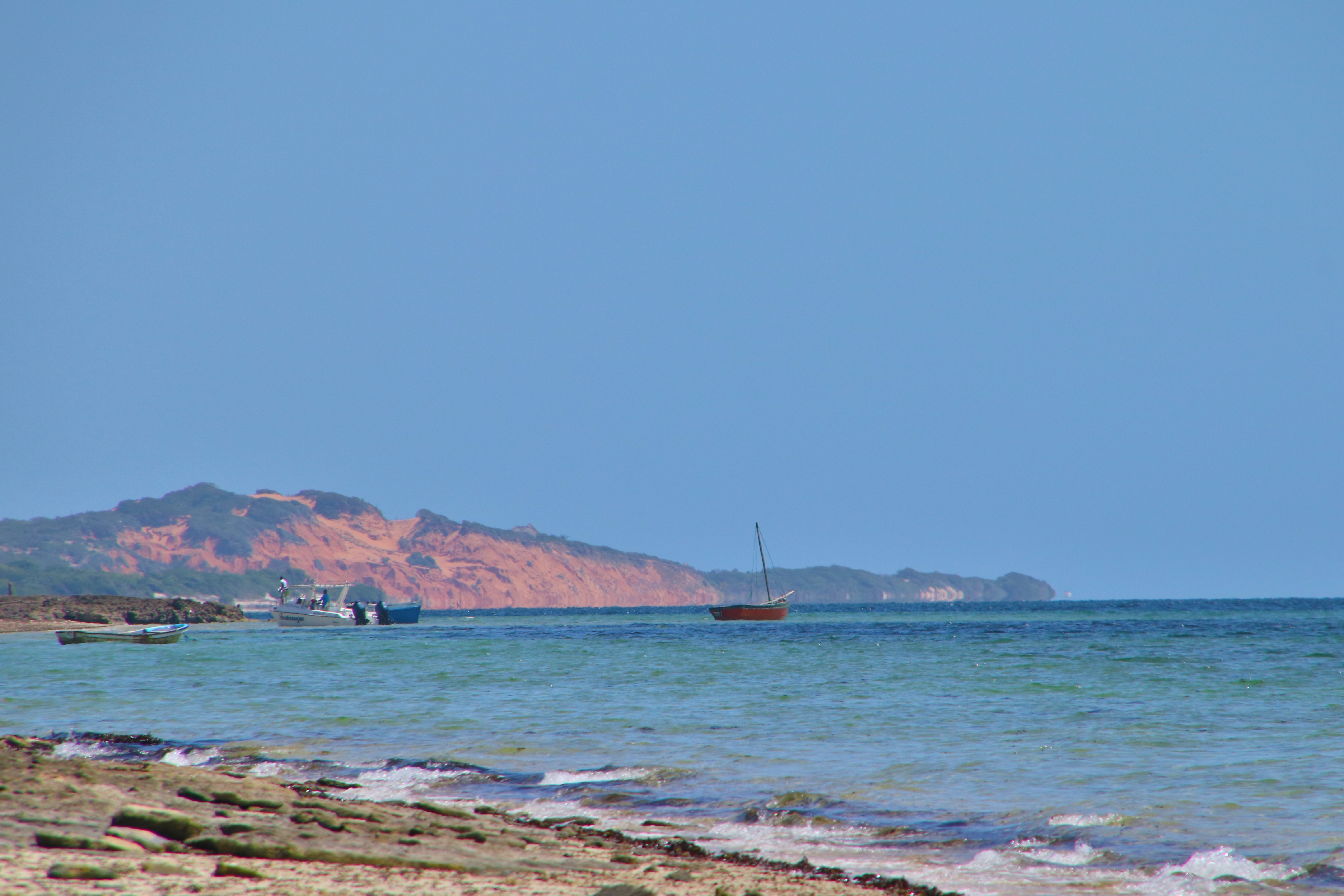
Scena a Vilaculos beach Mozambique
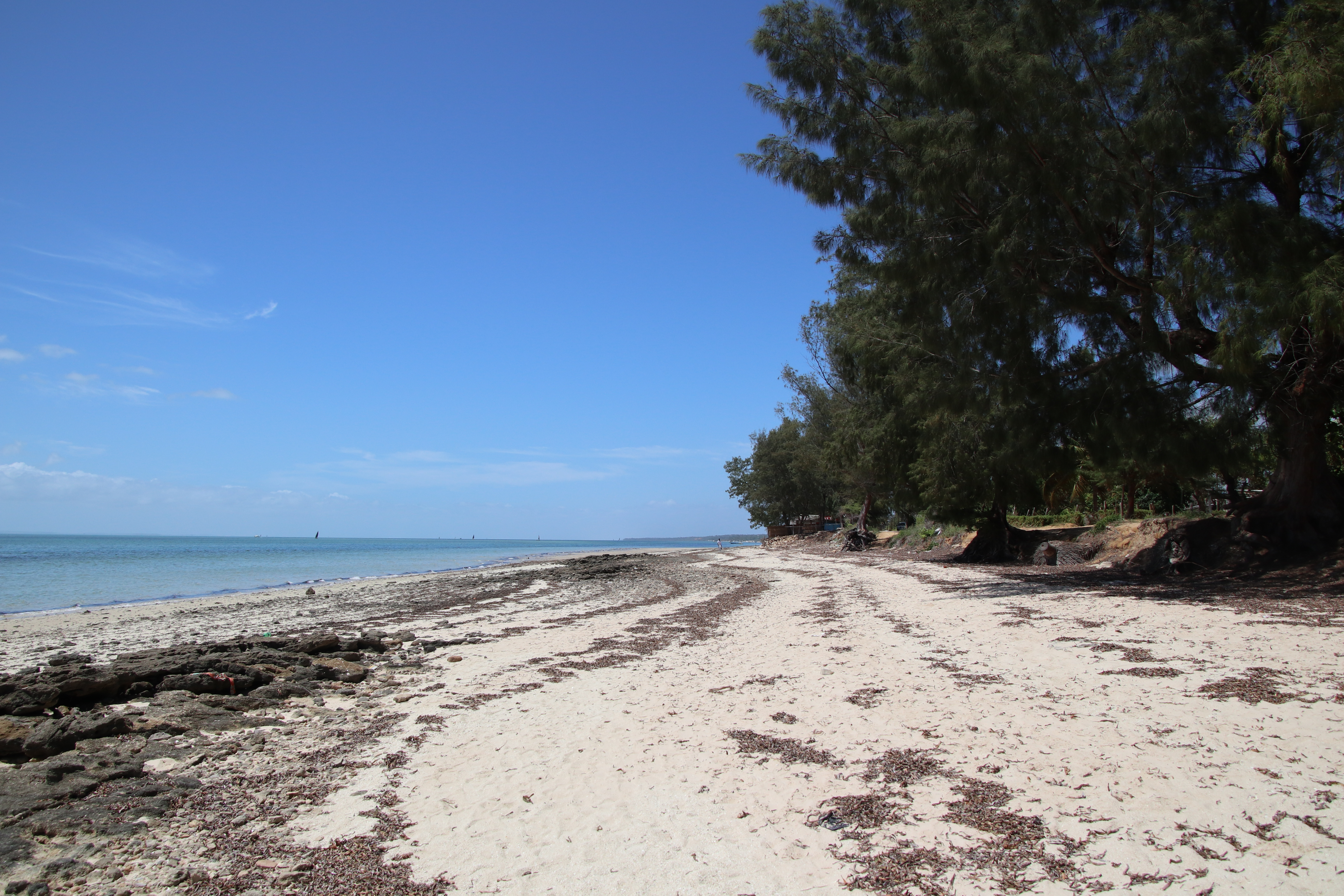
Vilaculos beach Mozambique